# Ctenoneura annulicornis
Ctenoneura annulicornis es una especie de cucaracha del género Ctenoneura, familia Corydiidae. Fue descrita científicamente por Princis en 1954.
Habita en Borneo.